# Amorim Rosa
Alberto de Sousa Pessoa d'Amorim Rosa GOA (Tomar, 3 de Abril de 1900 - Alvalade, Lisboa, 14 de Abril de 1976) foi um historiador, político e militar português.

## Biografia
Filho de Joaquim Augusto Pessoa d'Amorim Rosa, tenente de Infantaria e proclamador da República em Tomar, e de Maria Cristina Mouzinho de Sousa, nasceu na Quinta do Ó, freguesia de S. Pedro de Tomar. Era neto, pela parte materna do ilustre médico e benemérito tomarense, Doutor João Maria de Sousa.
Estudou as primeiras letras na escola das “Senhoras Simões” e desenho na Sociedade Banda Republicana Marcial Nabantina. Em 1911, aquando da inauguração do Instituto dos Pupilos do Exército, pelo General António Xavier Correia Barreto, integrou a sua primeira turma, vindo a ser o primeiro oficial general oriundo desta instituição.
Em 1917 foi admitido na Escola de Guerra, tendo concluído o curso de Administração Militar em 1918. Nesse mesmo ano foi colocado nos serviços administrativos do Quartel-General de Tomar, actual Convento de S. Francisco, onde permaneceu nas categorias respectivas de alferes, tenente e capitão, até 1947, ano em que foi colocado em Lisboa.
Em 1929, o Ministério da Instrução Pública autorizou-o a leccionar o curso geral e complementar do ensino secundário, tendo ficado destacado no Liceu Sá da Bandeira, em Santarém. Leccionou depois nos segundos e terceiros ciclos do Colégio Nun'Álvares de Tomar, tido como um dos mais prestigiados estabelecimentos de ensino particular de Portugal à época.
Foi ainda professor no Instituto de Altos Estudos Militares tendo-se destacado pelos trabalhos desenvolvidos na área da intendência militar em campanha. Ainda neste âmbito colaborou, com inúmeros artigos e trabalhos, para revistas militares portuguesas e brasileiras.
O seu amor a Tomar e a curiosidade pela sua história levaram-no à missão da sua vida: documentar, traduzir e escrever de forma a desvendar e preservar a história da sua terra aos Homens do seu tempo e do porvir. Talvez, seguindo as pisadas do seu avô materno, Dr. João Maria de Sousa, autor da "Noticia Descriptiva e Histórica da Cidade de Thomar",.
Participou activamente na vida da cidade, desempenhando diversos cargos, dos quais se destacam o de Vereador das Finanças da Câmara Municipal de Tomar, Presidente da Comissão de Arte e Arqueologia de Tomar e Presidente do Conselho de Administração dos Serviços Municipalizados de Tomar.
Foi director do quinzenário Sporting de Tomar desde a sua criação até 1924. Foi também chefe de redacção ou redactor de quase todos os semanários publicados em Tomar entre 1918 e 1940, em particular d'O Templário, ainda hoje existente.
A sua maior obra, os Anais do Município de Tomar, foi publicado em nove volumes, com dados históricos referentes ao período de 1137 a 1925, é o resultado de vários anos de estudo e consulta dos arquivos nacionais, donde a Torre do Tombo, Biblioteca Nacional de Lisboa, Arquivo Histórico da Cidade de Lisboa, Biblioteca da Ajuda, Biblioteca da Universidade de Coimbra, Arquivo da Santa Casa da Misericórdia de Tomar, Arquivo da Comissão Municipal de Turismo de Tomar ou as crónicas régias de Rui de Pina, Garcia de Resende ou Damião de Góis. No último volume, editado em 1974 e impresso na Gráfica de Tomar em 1976, o autor escreveu “Termino despedindo-me dos amáveis leitores, pois não escreverei mais “Anais”, que a idade já é proveta, e o volume seguinte, necessariamente, há-de comportar o quadriénio 1938-1941, em que fui Vereador do Pelouro das Finanças, Presidente do Conselho de Administração dos Serviços Municipalizados e Presidente da Comissão Municipal de Arte e Arqueologia, e ninguém é juiz em causa própria. Mas tendo escrito, mal ou bem, 11 volumes sobre Tomar que com palestras e artigos somam mais de 5.000 páginas inteiramente dedicadas a nossa terra, julgo ter cumprido o dever de Tomarense”.
Das muitas causas a que se dedicou durante o seu percurso cívico, destacam-se, para além dos já citados: tesoureiro da Direcção da Associação Portuguesa dos Amigos dos Moinhos; primeiro secretário da Casa do Concelho de Tomar de Lisboa; eleito, em 1961, sócio ordinário da “Revista Militar” e, em 1965, eleito sócio efectivo da Associação dos Arqueólogos Portugueses. Foi secretário da Direcção Nacional da Liga Católica (Acção Católica Portuguesa) e presidente da União dos Amigos dos Monumentos da Ordem de Cristo. Foi relator da comissão encarregada de expor ao governo a necessidade de criação de um hospital sub-regional em Tomar, cujo memorial foi na altura publicado e que veio a tornar-se realidade.
Casou, na Ermida de Nossa Senhora da Conceição, a 20 de Dezembro de 1920, com Clotilde Pereira Duarte, filha do empresário hoteleiro Joaquim Pereira Duarte e sua esposa Brites da Piedade. Desde 1949, dois anos depois de ter sido colocado em Lisboa, até à sua morte em 1976 viveu na sua casa, no Bairro de S. Miguel (Lisboa), em Alvalade, onde ainda residem duas das suas três filhas. Em sua homenagem a Câmara Municipal de Tomar atribuiu àquela que é hoje uma das ruas de maior comércio da cidade o seu nome. Foi também criado o Prémio Amorim Rosa de Letras, para destingir os autores de textos narrativos ocorridos ou referentes a Tomar.

## Obras
- A cidade de Tomar. Boletim Shell. 1937.

- Anais do Município de Tomar. em 9 volumes. Câmara Municipal de Tomar. 1940-1974.

- O concelho de Tomar - estudo histórico-geológico e económico. Boletim da Província do Ribatejo. 1940.

- De Tomar. Comissão Central das Comemorações. 1960 (2ª edição em 1991).

- Uma volta pelo Bairro das Flores (História do bairro da Várzea Pequena de Tomar). O Templário. 1961.

- Tomar no Verão de 1438. Separata dos Anais da União Amigos dos Monumentos da Ordem de Cristo. 1964.

- Os lagares e os moinhos da Ribeira de Vila. O Templário. 1964.

- A Obra Assistencial da Ordem de Cristo. Gráfica de Tomar. 1965.

- História de Tomar. Em 2 volumes. Gabinete de Estudos Tomarenses. 1965-1982.

- Santa Iria: Padroeira de Tomar. Comissão Municipal de Turismo. 1969.

- A Olivicultura e a Oleicultura no "Isento de Tomar" nos Séculos XII a XIV. Separata do Boletim da Junta Nacional de Azeite. 1971.

- A vila de Asseiceira e seu Termo. Edição Cidade de Tomar. 1986.